# Gelbschnabel-Berglori
Der Gelbschnabel-Berglori, seltener auch Muschenbroecks Lori oder Gualori genannt (Neopsittacus musschenbroekii) ist eine Art aus der Unterfamilie der Loris (Loriinae).

## Merkmale
Das oberseits moosgrüne, unterseits hellere Gefieder ist auf dem Kopf und im Nacken eher braun, an den Wangen hellgrün. Auf der Stirn, den Wangen und dem Nacken befinden sich gelbe Schaftstriche. Die Iris ist rot. Auf der Brust befindet sich ein individuell sehr unterschiedlich ausgeprägter roter Fleck, welcher sich keilförmig bis zum After verjüngt. Unter den Flügeln und an den Handschwingen erstreckt sich ein breites, ebenfalls rotes Band. Der Schwanz ist unterseits orangegelb mit roter Zeichnung. Der gelbe Schnabel ist breit und kräftig. Die Füße sind grau mit dunklen Krallen. Sexualdimorphismus liegt nicht vor.

## Lebensweise

### Vorkommen und Lebensraum
Der Gelbschnabel-Berglori ist in den Gebirgen Neuguineas heimisch. Dort bewohnt er die Bergwälder in Höhen von 1000 bis 2800 m. Die Art ist häufig in Gesellschaft anderer Loriarten zu beobachten. In höheren Bergwaldregionen ist dies meist der Smaragd-Gelbschnabel-Berglori (Neopsittacus pullicauda).

### Verhalten und Ernährung
Der Gelbschnabel-Berglori ist ein schneller Flieger, der aber auch mit Hilfe seines Schnabels sehr gut auf Ästen laufen kann. Oft lässt er während des Fluges seinen rollenden durchdringenden Schrei vernehmen. Dieser Lori ernährt sich nicht nur wie die meisten seiner Verwandten von Nektar und Pollen, sondern auch von härteren Samen und Früchten. Sein kräftiger Schnabel erlaubt ihm neben Insekten bzw. deren Larven auch Knospen und Blüten, besonders die von Kasuarinen und Schefflera, zu fressen.

### Fortpflanzung
Die wahrscheinlich im Juni beginnende Brutzeit dauert ca. 25 Tage. Die aus den jeweils zwei Eiern schlüpfenden Küken bleiben etwa acht Wochen im Nest. Jungvögel sind blasser gefärbt und haben auf dem roten Brustfleck größere grüne Bereiche. Ihre Iris und der Schnabel sind zunächst noch dunkel.

## Unterarten
Von der Nominatform wird noch mindestens eine Unterart unterschieden. Die als Großer Gelbschnabel-Berglori bezeichnete Subspezies wurde 1924 von Oscar Neumann als Neopsittacus musschenbroekii major beschrieben. Sie wird größer (Länge 21 cm, Flügel 12 cm, Schwanz 9,5 cm), ist blasser gefärbt und zeichnet sich durch schmalere, aber leuchtend grüngelbe Schaftstriche aus. Sie ist in den südöstlichen Gebirgen von Neuguinea sowie von der Huon-Halbinsel bis nach Südpapua heimisch. Ihre Lebensweise entspricht der des Gelbschnabel-Bergloris, allerdings bevorzugt sie höhere Lagen. Eine weitere Unterart, die aber nicht von allen Autoren anerkannt wird, ist der Mittlere Gelbschnabel-Berglori Neopsittacus musschenbroekii medius Stresemann, 1936. Diese in den Schneegebirgen Neuguineas heimische Form steht in ihrem Erscheinungsbild zwischen den beiden bereits beschriebenen. Die Schaftstriche auf den Wangen sind eher gelb.